# Edmund Dudley
Edmund Dudley, död 17 augusti 1510, var en engelsk adelsman av ätten Sutton. Han var far till John Dudley, 1:e hertig av Northumberland.
Dudley var en av Henrik VII:s mest hänsynslösa medhjälpare, särskilt då det gällde indragningar av adelsgods. Han behöll sitt inflytande till kungens död 1509, och hade samlat på sig betydande rikedomar, då Henrik VIII lät fängsla honom omedelbart efter sin tronbestigning. Han avrättades kort därefter.